# Hugo Banzer Suárez
Pour les articles homonymes, voir Suárez.
Hugo Banzer Suárez, né le 10 mai 1926 à Concepción (Bolivie) et mort le 5 mai 2002 à Santa Cruz de la Sierra, est un général et homme d'État conservateur bolivien. Il est président de la République à deux reprises : du 22 août 1971 au 21 juillet 1978, comme dictateur militaire, et du 6 août 1997 au 7 août 2001, comme président constitutionnel.

## Origines

### Famille
Hugo Banzer Suárez est le fils de César Banzer et Luisa Suárez, et son grand-père, Georg Banzer, est un immigrant allemand originaire d'Osnabrück. Avant la naissance d'Hugo Banzer, son père, agriculteur et campagnard, s'adonne à l'exploitation du caoutchouc et avait importé en Bolivie les premiers moulins mécaniques pour l'industrialisation de la canne à sucre. Après son mariage avec Luisa Suárez en 1925, une femme de Santa Cruz de la Sierra, le couple acquiert un domaine à Concepción sur lequel sont produits du sucre de canne raffiné, du saindoux, du maïs et du riz. Ils possèdent également plusieurs centaines de bêtes pour l'élevage du bétail. César occupe également les fonctions de sous-préfet de la province de Ñuflo de Chávez durant quelques années. 

### Jeunesse
Hugo Banzer Suárez naît le 10 mai 1926 dans le village de Concepción, en Chiquitania, dans le département de Santa Cruz. Bâti sur une ancienne mission jésuite, le village est à l'époque un centre agricole et d'élevage assez prospère relié par des routes rudimentaires aux autres localités de la région, les automobiles et les avions ne s'y rendant pas encore. En 1933, sa mère déménage avec ses trois enfants à Santa Cruz afin qu'ils puissent fréquenter l'école primaire. Son père reste à Concepción afin de s'occuper du domaine. Le voyage jusqu'à Santa Cruz, long de 300 kilomètres, dure deux semaines, transportés par des charrettes à boeuf sur des routes périlleuses traversant des zones marécageuses et sablonneuses souvent impraticables selon la température. Santa Cruz est à l'époque une ville d'un peu plus de 30 000 habitants dont les rues non pavées sont bordées de peu d'automobiles, mais de plusieurs charrettes. La route vers Cochabamba et les chemins de fer vers Corumbá et Yacuiba ne sont pas encore construits et la ville demeure plutôt isolée du reste du pays. 
Après des études au Séminaire Ovidio Santistevan au niveau primaire, Hugo Banzer fait son entrée au Collège national Florida, l'une des écoles les plus prestigieuses du pays qui accueillait la crème de la jeunesse de Santa Cruz. Hugo Banzer y étudie deux ans sans y obtenir de diplôme : celui-ci voulait devenir soldat comme son oncle ou comme Germán Busch, le fils d'un ami de son père, dont il avait entendu parler des exploits. Durant cette période, Hugo Banzer voit peu son père. 

### Carrière militaire
Très jeune, il s'est enrôlé dans l'armée et fut rapidement nommé à de hauts grades militaires, grâce à la formation qu'il avait suivie dans différents pays, en particulier à l'École militaire des Amériques, dirigée par les États-Unis, au Panama.

## Parcours politique

### Premier gouvernement
Durant le gouvernement militaire du général René Barrientos, il est nommé ministre de l'Éducation.
Après un premier essai raté de coup d’État qu'il dirige contre le président Juan José Torres, il est chassé de l’armée et se réfugie au Paraguay où il obtient l'asile du dictateur Alfredo Stroessner. Il dirige un nouveau coup d’État le 19 août 1971 avec l'aide du régime militaire brésilien et des États-Unis. Il occupe alors le poste de « président de facto » et instaure une dictature. Il interdit les partis politiques (y compris ceux de ses alliés) et reçoit l'appui des États-Unis en raison de son anticommunisme. Dictateur durant sept ans, il est responsable de très nombreuses atteintes aux droits de l'homme, laisse une des plus importantes dettes extérieures de la Bolivie (notamment en raison d'accords commerciaux très favorables au Brésil en échange du soutien au coup d’État), et son gouvernement devient l'un des plus corrompus de l'histoire bolivienne.
Son gouvernement participe à l'Opération Condor (répression contre les opposants), avec les gouvernements militaires de l'Argentine, du Brésil, du Paraguay, de l'Uruguay et du Chili des années 1970. Durant le gouvernement de Banzer, le trafic de drogue connut une expansion sans précédent qui dura jusqu'aux années 1980. Klaus Barbie, ancien chef de la Gestapo de Lyon, est intégré dans les services spéciaux afin de « rénover » les techniques de répression et reçoit la nationalité bolivienne. Entre 1971 et 1978, plusieurs centaines de personnes sont assassinées par son régime, quatorze mille cinq cents sont incarcérées pour raisons politiques et des dizaines de milliers sont contraintes de s'exiler.
Il fut renversé en 1978, après une longue grève de la faim de femmes qui dirigeaient et participaient à des organisations sociales qui obtinrent qu'il organise des élections. Des fraudes entrainant la victoire de son candidat furent mises en évidence, ce qui poussa le militaire Juan Pereda Asbún, ministre de l'Intérieur durant une partie du gouvernement de Banzer, à déclencher un coup d’État qui força Banzer à s'exiler.

### Second mandat
Il est candidat à plusieurs reprises aux élections présidentielles. Après avoir perdu les scrutins de 1979, 1980, 1985, 1989 et 1993. Il est finalement élu en 1997 lors d'une grande alliance des partis MIR, PDC, Condepa, NFR, UCS, FSB, FRI et KND connue comme la megacoalición.
Ce second mandat à la tête de l'État est marqué par un retour aux politiques de son ancien gouvernement.
Pendant cette période, il lance le Plan Dignidad qui cherche à contrôler et à éliminer la culture de la coca en Bolivie. Des affrontements entre les cocaleros et les forces de l'ordre font des morts de part et d'autre. Evo Morales, député, producteur et leader des cocaleros, qui sera président de l'État bolivien de 2005 à 2019, est alors un de ses principaux opposants.
En 2000, un grand mouvement social éclate lors de l'augmentation des tarifs de l'eau de la compagnie Aguas del Tunari, filiale du groupe nord-américain Bechtel. Le soulèvement, connu sous le nom de la Guerre de l'eau, conduit Banzer à déclarer un état de siège de 90 jours, le 8 avril 2000.

### Démission et mort
Dans ses dernières années au pouvoir l'ex-dictateur est atteint d’un cancer du poumon. Informé de la maladie en juin 2001, il démissionne le 7 août de la même année, laissant le pouvoir au vice-président, Jorge Quiroga.
Hugo Banzer meurt le 5 mai 2002 des suites de son cancer, cinq jours avant ses 76 ans, à Santa Cruz de la Sierra,,.